# Tarlok Nath Shorey
Tarlok Nath Shorey est un mathématicien indien spécialisé en théorie des nombres. Il est actuellement professeur distingué au département de mathématiques de l'Institut indien de technologie de Bombay. Auparavant, il travaillait au Tata Institute of Fundamental Research.

## Biographie
Tarlok Nath Shorey a obtenu un B. A. et un M. A. à l'Université du Panjab, puis il a rejoint l'école de mathématiques du Tata Institute of Fundamental Research à Bombay, où il a obtenu le Ph. D. la supervision de Kanakanahalli Ramachandra  à l'Université de Bombay.

## Recherche
Shorey a effectué des recherches importantes en théorie des nombres transcendants, en particulier les meilleures estimations pour les formes linéaires de logarithmes de nombres algébriques. Il a obtenu de nouvelles applications de la méthode de Baker aux équations diophantiennes et à la fonction tau de Ramanujan. Shorey a contribué considérablement au problème de  l'irréductibilité des polynômes de Laguerre. D'après la liste des 146 publications établie dans Zentralblatt MATH, Shorey a publié 33 travaux avec  Robert Tijdeman.

## Prix et distinctions
Shorey a reçu en 1987 le prix Shanti Swarup Bhatnagar de sciences et technologie, la plus haute distinction scientifique en Inde, dans la catégorie sciences mathématiques. Il a été élu Fellow de l'Académie indienne des sciences, de l'Académie des sciences de Bangalore et l'Académie nationale des sciences de l'Inde à Allahabad.
Un volume de contributions a été publié en 2005 à l'occasion de son 60e annversaire. Ce volume contient un contribution de R. Tijdeman avec une liste commentée de références bibliographiques.

## Publications (sélection)
- « On gaps between numbers with a large prime factor. II », Acta Arithmetica, vol. 25,‎ 1974, p. 365-373 (zbMATH 0258.10023).
- avec Paul Erdős, « On the greatest prime factor of {\displaystyle 2^{p}-1} for a prime p and other expressions », Acta Arithmetica, vol. 30,‎ 1976, p. 257-265 (zbMATH 0296.10021).
- avec Maurice Mignotte et Robert Tijdeman, « The distance between terms of an algebraic recurrence sequence », J. Reine Angew. Math., vol. 349,‎ 1984, p. 63-76 (zbMATH 0521.10011)
- avec Robert Tijdeman, « On the greatest prime factor of an arithmetical progression, », dans A tribute to Paul Erdős, Cambridge Univ. Press, 1990, xv+ 478, p. 385-389.
- avec Robert Tijdeman, « On the greatest prime factor of an arithmetical progression. II », Acta Arithmetica, vol. 53 (1990),‎ 1990.
- avec Robert Tijdeman, « On the greatest prime factor of an arithmetical progression. III », dans Patrice Philippon, Approximations diophantiennes et nombres transcendents (Luminy, 18-22 Juin, 1990), Berlin, de Gruyter, 1992, 307 p. (zbMATH 0776.11055), p. 275-280.
- avec Yann Bugeaud, « On the Diophantine equation {\displaystyle x^{m}-1/x-1={y^{n}-1}/{y-1}} », Pacific Journal of Mathematics, vol. 207, no 1,‎ 2002, p. 61-75 (zbMATH 1047.11028).
- avec Robert Tijdeman, Exponential Diophantine Equations, Cambridge Univ. Press, 1986